# Бутрон, Леао
Леа́о Бутро́н Готу́ссо (исп. Leao Butrón Gotuzzo; родился 6 марта 1977 года в городе Лима, Перу) — перуанский футболист, игравший на позиции вратаря. Выступал за сборную Перу.

## Клубная карьера
Леао начал карьеру в клубе «Спортинг Кристал». В 1996 году он дебютировал в чемпионате Перу и в этом же сезоне стал чемпионом страны. Отыграв за команду пять сезонов, Бутрон перешёл в «Альянса Атлетико» для получения стабильной игровой практики. На протяжении двух лет он был бессменным вратарём команды. В 2003 году Леао перешёл в «Альянса Лима». Новому клубу Бутрон помог дважды подряд выиграть чемпионат, став одни из лучших вратарей первенства.
В 2006 году Леао присоединился к «Универсидад Сан-Мартин». В составе клуба он провёл шесть сезонов, почти без замен. Бутрон ещё трижды стал чемпионом и сыграл за «Универсидад» более 200 матчей во всех турнирах.
В начале 2013 года он присоединился к «Мельгару». 17 февраля в матче против «Хуан Аурич» Леао дебютировал за новый клуб. В 2015 году Бутрон вернулся в «Альянса Лима», став дублёром Джорджа Форсайта.

## Международная карьера
В 1997 и 1999 году Бутрон в качестве третьего вратаря находился в заявке сборной на Кубке Америки. 7 марта 2001 года в товарищеском матче против сборной Гондураса Леао дебютировал за сборную Перу. В 2004 году он в третий раз принял участие в домашнем Кубке Америки, но как и в предыдущие на поле не вышел.
В 2007 году Бутрон в качестве основного голкипера принял участие в Кубке Америки в Венесуэле. На турнире он сыграл в матчах против команд Уругвая, Венесуэлы, Боливии и Аргентины.
В 2011 году Леао завоевал бронзовые медали на Кубке Америки в Аргентине. На турнире он был запасным и не сыграл ни минуты.

## Достижения
Командные
 «Спортинг Кристал»
- Чемпионат Перу по футболу — 1996

 «Альянса Лима»
- Чемпионат Перу по футболу — 2003
- Чемпионат Перу по футболу — 2004

 «Универсидад Сан-Мартин»
- Чемпионат Перу по футболу — 2007
- Чемпионат Перу по футболу — 2008
- Чемпионат Перу по футболу — 2010

Международные
 Перу
- Кубок Америки по футболу — 2011